# Толл-подобный рецептор 4

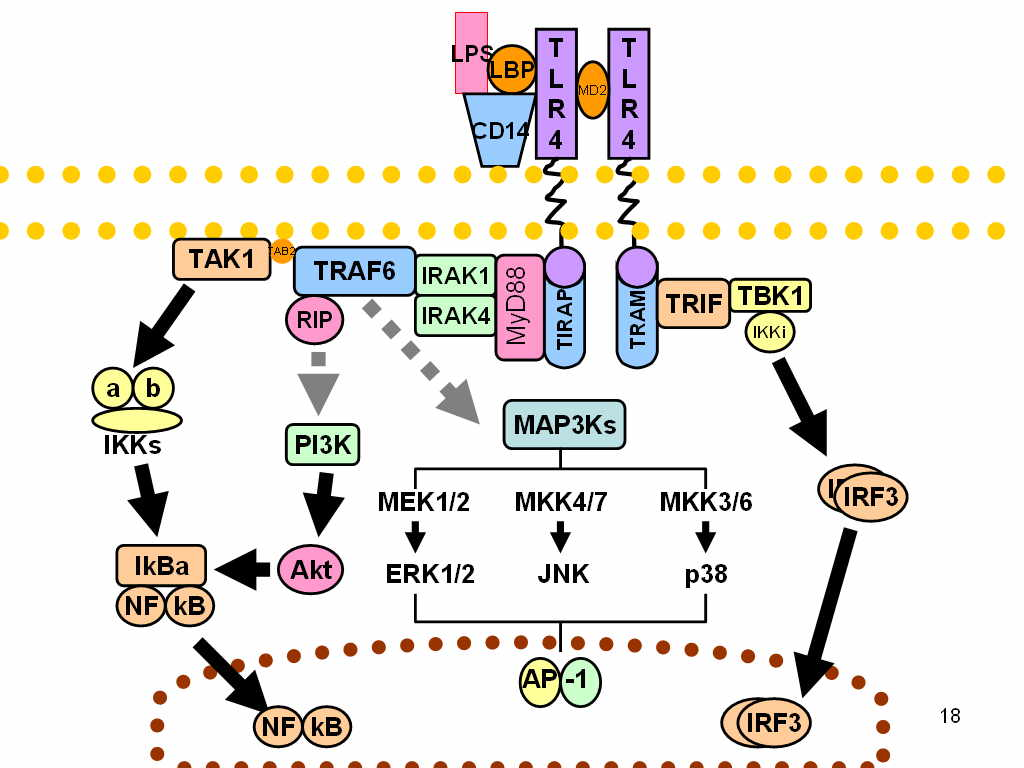
Схема распознавания липополисахарида рецепторным комплексом CD14/TLR4/MD2.

TLR4 (толл-подобный рецептор 4, CD284) — мембранный белок, относится к группе толл-подобных рецепторов, участвующих во врождённом иммунитете. Первый обнаруженный рецептор этой группы (в 1997 году), поэтому иногда его обозначают просто TOLL. TLR4 связывает липополисахарид клеточной стенки бактерии. Сигнал, передающийся в клетку через этот рецептор, функционально близок к рецептору интерлейкина-1 и является одним из древнейших в системе антибактериальной защиты организма.
Передача сигнала от TLR4 зависит от того, где он локализован в клетке. Локализованный в клеточной мембране рецептор после связывания с лигандом передаёт сигнал по пути TIRAP-MyD88. Вскоре после этого он интернализуется в составе эндосом, но остаётся активным и передаёт сигнал по пути TRAM-TRIF.